# Риторно
Риторно (итал. ritorno) — удержание страховщиком части страховой премии при расторжении страхователем заключённого договора страхования вследствие наступления обстоятельств, дающих право ему на это. Обычно риторно имеет место при двойном страховании в тех случаях, когда страхователь не знал о произведённом ранее страховании того же интереса.